# Hans Lassen (Architekt)
Johannes Lorenz „Hans“ Lassen (* 21. März 1868 in Weseby; † 23. März 1941) war ein deutscher Architekt.

## Leben
Die aus Weseby bei Flensburg stammenden Brüder Hans und Heinrich Lassen gehörten zu den führenden Architekten Bremens in der Zeit vor dem Ersten Weltkrieg. Ihre Arbeit fand durch Publikation ihrer Bauten deutschlandweit Beachtung. Ihre Bedeutung wird auch durch den Eintrag im renommierten Künstlerlexikon Thieme-Becker unterstrichen. Während Hans Lassen als älterer der beiden Brüder noch mit konventionellen Wohn- und Geschäftsbauten in späthistoristischer Formensprache, im ornamentalen Bereich teilweise unter Einfluss des Jugendstils, begonnen hatte, wandelte sich seine Architektur in der Zeit der gemeinsamen Arbeit mit dem jüngeren Bruder Heinrich (* 1879) in den Jahren von 1908 bis 1919 zu einer nach damaliger Klassifikation „modernen“, d. h. nicht mehr an einen konkreten historischen Stil gebundenen Ausdrucksform.
Das Architekturbüro von Hans Lassen war immer an der Sögestraße ansässig: Zuerst im Haus Nr. 24 (ab 1904), dann 1906 im Haus Nr. 58, 1907 im Haus Nr. 46, später im Haus Nr. 49. Privat wohnte er 1904 im Gebäude Baumstraße 38a, baute sich 1904–1905 das Reihenhaus Hohenlohestraße 26 (heute Nr. 40) in dem er bis 1914 wohnte. Danach zog er in das Haus Schubertstraße 28. Sein Bruder Heinrich Lassen wurde 1908 erstmals im Bremer Adressbuch erwähnt als Architekt im Architekturbüro Sögestraße 49, Privatwohnung Hutfilterstraße 30. 1919 verlegte Heinrich dann seine Wohnung und 1920 auch sein Büro ins Haus Friedrich-Wilhelm-Straße 30. Die beruflichen Wege der Brüder trennten sich damals wohl. Heinrich Lassen arbeitete von Mai 1923 bis 1926 in Arbeitsgemeinschaft mit Karl Falge (Heinrich Lassen und Karl Falge, Architekten BDA), dabei entstanden die Gebäude Kurfürstenallee 32, Verdunstraße 2–10 und Friedrich-Mißler-Straße 12/14.

## Mitgliedschaften
Seit 1906 (möglicherweise bereits als Gründungsmitglied seit 1905) war Lassen Mitglied im Verein für Niedersächsisches Volkstum, einem selbständigen Zweigverein des Bundes Heimatschutz mit Sitz in Bremen. 1926 war Hans Lassen Vorsitzender der Ortsgruppe Bremen des Bundes Deutscher Architekten (BDA).

## Bauten

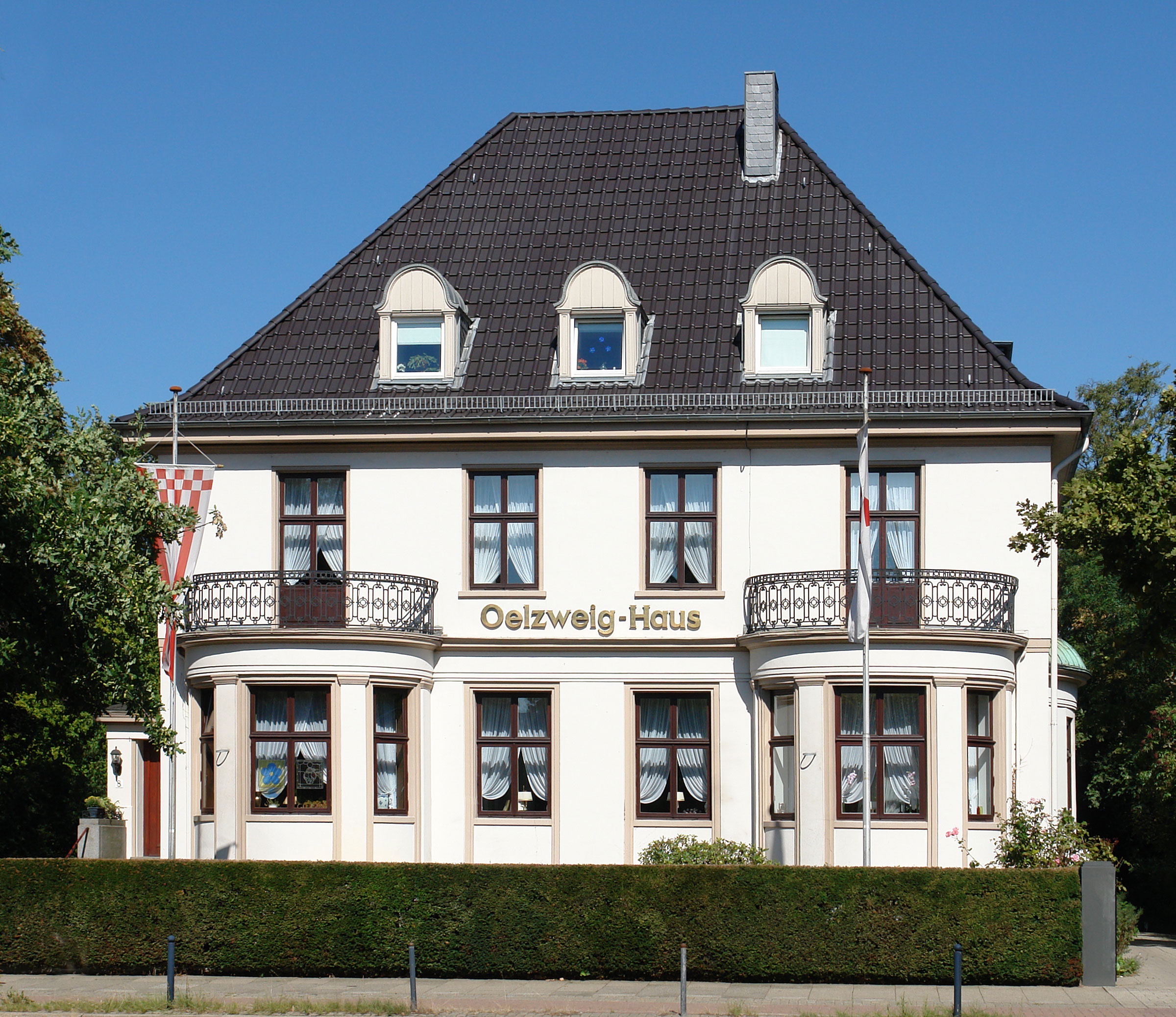
Oelzweig-Haus (1911)

- 1899: Wohn- und Geschäftshaus Engelbrecht & Borcherding (Kunstanstalt - Glasmalerei), Bornstraße 15, in Bremen-Mitte (zerstört)
- 1902: Engelapotheke, Ostertorsteinweg 31–33, in Bremen-Ostertor
- 1903: Wohn- und Geschäftshaus Turck (mit Wall-Café), Am Wall 164 in Bremen-Altstadt[2]
- 1904: Heine-Bank im Bremer Bürgerpark (dort heute eine Kopie von 1989)
- 1904: Umbau und Aufstockung Hotel Continental, Bahnhofsplatz 13–14
- 1904: Haus Meinert, Hohenlohestraße 36 (ursprünglich Nr. 29) in Bremen-Barkhof
- 1904–1905: Haus Lassen, Hohenlohestraße 40 (ursprünglich Nr. 26) in Bremen-Barkhof
- 1904–1905: Wohn- und Geschäftshaus Georg Ahlers, Ostertorsteinweg 87 in Bremen-Ostertor (unter Denkmalschutz))
- 1904–1905: Wohn- und Geschäftshaus F.L. Bodes, Ostertorsteinweg 88–89 in Bremen-Ostertor (unter Denkmalschutz)
- 1904–1905: Geschäftshaus Hugo Nolte, Sögestraße 58 in Bremen-Altstadt
- 1905: Reihenhäuser Hohenlohestraße 19/21 in Bremen-Barkhof
- 1906: Wohn- und Geschäftshaus Bortfeld, Sögestraße 46 in Bremen-Altstadt
- 1906: Umbau des Geschäftshauses Grünhagen & Comp., Schüsselkorb 8 in Bremen-Altstadt (zerstört)
- 1906: Wohn- und Geschäftshaus F. W. Borcherding (Glasmalerei), Bornstraße 14/15 in Bremen (zerstört)
- 1906: Wohn- und Geschäftshaus Hugo Schulze Nachf. (Tee-, Drogen- und Kramwarenhandlung), Obernstraße 10 in Bremen (zerstört)
- 1906: Geschäftshaus Günthert, Sögestraße 60 in Bremen-Altstadt
- 1906–1907: Wohn- und Geschäftshaus, Ostertorsteinweg 68–69 in Bremen-Ostertor (unter Denkmalschutz)
- 1907: Reihenhaus, Rembrandtstraße 9 in Bremen-Bürgerpark
- 1907–1908: Kinderheim in Nordholz (erhalten)[3][4]
- vor 1908: Villa Plassmann in Brake (Unterweser)[5]
- 1909: Grabstelle Nr. 20 der Grabmalkunstausstellung auf dem Doventhorsfriedhof
- 1909–1910: Villa Korff, Parkallee 133 in Bremen (unter Denkmalschutz)
- 1910: Umbau und Aufstockung des Wohn- und Geschäftshauses Ostertorsteinweg 95 in Bremen-Ostertor
- 1910: Villa Schröder, Parkallee 119 in Bremen-Bürgerpark (Abbruch 1960)
- 1910: Kutscherhaus zur Villa Schröder Franziusstraße 1a in Bremen-Bürgerpark
- 1909–1915: Mehrfamilien-Reiheneckhaus und Gewerbehof (Stall) für den Pferde-Händler Bernhard Anspacher[6], Hohenlohestraße 44 in Bremen-Barkhof
- 1911: Wohn- und Geschäftshaus F.L. Bodes, Ostertorsteinweg 90-90a in Bremen-Ostertor (unter Denkmalschutz)
- 1911: Villa Mundhenke, Kurfürstenallee 8 in Bremen (seit 1956 Sitz der Johannisloge zum Oelzweig, unter Denkmalschutz)
- 1911: Reihenendhaus, Franziusstraße 2 in Bremen-Bürgerpark
- 1911–1913: Gebäude der Allgemeinen Ortskrankenkasse Bremen, Am Wall 190/191 in Bremen (zerstört)
- 1912–1913: Gebäude der Sparkasse Vegesack, Buchtstraße (heute Rohrstraße) 31 in Vegesack (zerstört)[7]
- 1912: Haus Schurig, Kurfürstenallee 14 in Bremen-Gete
- 1913: Reihenhausgruppe Carl-Schurz-Straße 57–63 in Bremen-Schwachhausen
- 1913: Umbau des Hauses Schwachhauser Heerstraße 8 für die Konditorei W. Schmidt
- 1914–1917: Reihenhausgruppe Zeppelinstraße 7/17 in Bremen-Sebaldsbrück
- 1915: Haus Weber, Metzer Straße 6 in Bremen-Schwachhausen
- 1917: Wettbewerbsentwurf für einen Neubau der Kunstgewerbeschule in Bremen, Am Wandrahm (Entwurf in engerer Wahl, nicht prämiert, nicht ausgeführt)[8]
- 1919–1920: Reihenhäuser Sebaldsbrücker Heerstraße 8/14 in Bremen-Sebaldsbrück
- o. J.: „Kaiserhalle“ (vermutlich Restaurant), Große Allee 9/10 / Grünenstraße in Bremen, Alte Neustadt
- 1921: Haus Guye, Kurfürstenallee 16 in Bremen-Gete
- 1925: Reihenhaus, Dijonstraße 15 in Bremen-Gete
- 1926: Haus Ohlendorf, Colmarer Straße 35 in Bremen-Gete (zerstört)[9]
- 1927: Reihenhausgruppe, Verdunstraße 20–26 in Bremen-Gete
- 1927: Reihenhäuser an der Imsumstraße in Bremen-Walle[10]
- 1928–1929: Wohn- und Geschäftshaus A. Senft, Hastedter Heerstraße 109/115 in Bremen-Hastedt